# Salzburger Kunstverein
Der Salzburger Kunstverein wurde am 10. März 1844 gegründet. Die Initiative zu seiner Bildung war von Kardinal Fürst Schwarzenberg ausgegangen, erst später beteiligte sich die Bürgerschaft an der Führung des Vereins. Nach den Vereinsstatuten war es Ziel des Vereins „die Kunstliebe zu erwecken und den Kunstsinn zu bilden“.  Eine Besonderheit des Salzburger Kunstvereins waren die ganzjährigen Ausstellungen, bei denen nur die ausgestellten Objekte wechselten, und dies zum Zweck der Bildung des Publikums.
Heute verfolgt der Verein in konsequenter Weiterführung der Gründungsintentionen ein international ausgerichtetes Programm.
Sitz des Salzburger Kunstvereins ist das Künstlerhaus Salzburg.

## Geschichte

### Entstehung
Kunstvereine wurden in Österreich gegen die Dominanz der Wiener Akademie der bildenden Künste mit der dort gepflegten Vormachtstellung der Historienmalerei gebildet. Andere Genres, etwa die Landschaftsmalerei, wurden von der Akademie als zweitrangig betrachtet; dies hatte auch Folgen für das Ausstellungswesen, denn in den Ausstellungen der Akademie konnten nur ihre Mitglieder Bilder ausstellen. Zudem hatte es im beginnenden 19. Jahrhundert einen Wandel in der Käuferschicht von Kunst gegeben: Zu den traditionellen Auftraggebern, dem Kaiserhaus, dem Adel und der Geistlichkeit, war das wohlhabende Bürgertum gekommen, das auch andere Themen in der Darstellung bevorzugte. Hinzu kam der Drang der Maler, nach der Natur zu malen und dies führte auch dazu, dass die Salzburger Gegend als Sujet von den Malern entdeckt wurde. Um 1830 hatten sich so bereits bedeutsame Maler in Salzburg niedergelassen, etwa Friedrich Loos, Sebastian Stief, Johann Fischbach oder Georg Pezold. Diese und andere öffentlich bedeutsame Persönlichkeiten lud Fürsterzbischof am 29. Dezember 1842 in die Residenz ein, um mit ihnen seine durch eine Italienreise angeregte Idee der Gründung eines Kunstvereins zu besprechen. Die entworfene Satzung erhielt am 10. März 1844 die offizielle kaiserliche Genehmigung, den Verein als „Kunstverein zu Salzburg“ in das Vereinsregister eintragen zu dürfen.
Gefördert wurde der Verein durch den Verkauf von Aktien bzw. Anteilsscheine. Durch diese erhielt der Eigentümer für sich und seine Familie das Recht, kostenfrei die Ausstellung besuchen zu dürfen, er erhielt ein jährliches Vereinsblatt und konnte an der Verlosung eines Gemäldes teilnehmen. Dies stellte sich als sehr erfolgreiche Geschäftsidee heraus, denn bereits im ersten Jahr kamen so 600 Vereinsmitglieder zusammen, sodass die finanzielle Seite abgedeckt war. Problematischer war die räumliche Unterbringung, wobei die erste Ausstellung im Rittersaal der Winterresidenz stattfand, die weiteren im sogenannten Landschaftssaal im Neugebäude des Kreisamtes Linz und ab 1873 im Stift St. Peter. Für die Bekanntheit des Salzburger Kunstvereins spricht die Tatsache, dass die Kaiserliche Akademie zu Wien ihre Künstler aufforderte, die Salzburger Ausstellung zu beschicken. Ebenso stellten bald Künstler aus München und Regensburg in Salzburg aus.

### Künstlerhaus Salzburg
(Zur Baugeschichte des Hauses → siehe Künstlerhaus Salzburg)

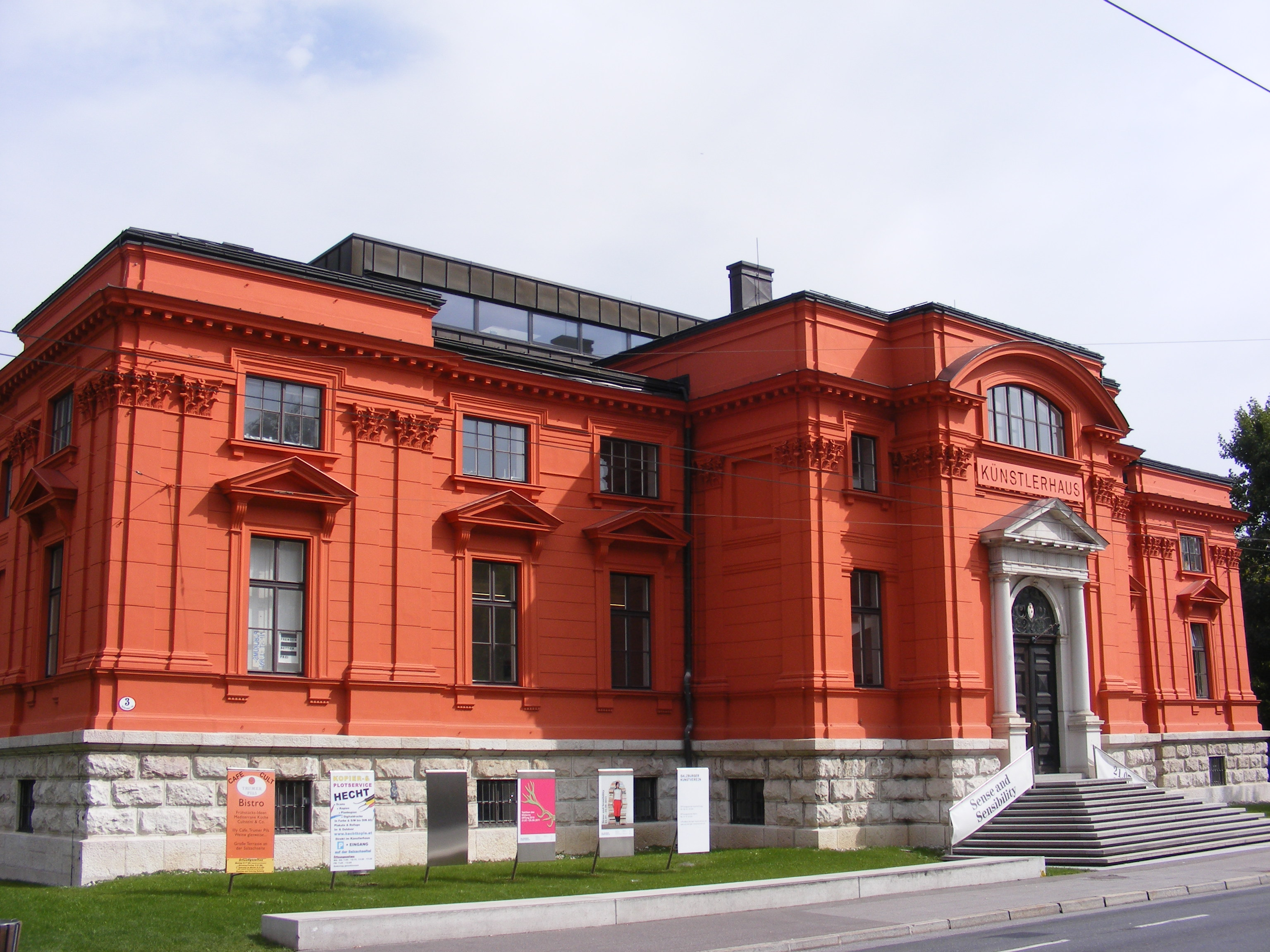
Künstlerhaus Salzburg – Sitz des Salzburger Kunstvereins

Am 1. August 1885 wurde dem Kunstverein das neuerbaute Salzburger Künstlerhaus übergeben. Die erste Ausstellung im neuen Haus war eine „Kunst- und Kunstgewerbs-Ausstellung“, die vom Publikumsbesuch äußerst erfolgreich war, stieß bei den Vertretern des Kunstgewerbes allerdings auf Kritik, da der extrem hohe Ausstellungsraum mit den mittelhohen Exponaten nicht übereinstimmte, was dazu führte, dass die Gründung eines eigenen Kunstgewerbevereins beschlossen wurde. Diese Abspaltung wurde teilweise von den Künstlern begrüßt, welche das Kunstgewerbe allenfalls als „Anhängsel der Kunst“ gelten lassen wollten. Aus finanziellen Überlegungen kam man auch von der Konzeption einer Dauerausstellung ab und plante in Zukunft nur mehr eine große Sommerausstellung und kleinere Ausstellungen zu besonderen Anlässen.
Die Idee einer Kunstschule für Salzburg wurde zwar mehrmals ventiliert, konnte aber nie umgesetzt werden. Immerhin hatte durch Anton Faistauer die Idee eines Akademiebetriebes zu einem Bauentwurf des Architekten Hermann Rehrls geführt, der aber nicht umgesetzt wurde.  Hingegen hatte man den bereits 1862 angedachten Vorschlag einer eigenen Galerie zumindest ansatzweise umgesetzt. Wegen finanzieller Engpässe musste sich diese zwischen 1914 und 1959 bestehende Einrichtung auf Geschenke ausstellender Künstler beschränken; zwischen dem 2. und 14. Mai 1959 wurde der Bestand zugunsten eines Baufonds versteigert, einige Erinnerungsstücke scheinen aber noch vorhanden zu sein.
Vom Salzburger Kunstverein gingen einige künstlerische Neuerungen aus, so etwa „Der Wassermann“, der zwischen 1919 und 1922 bestand. Die Anfang der 1950er Jahre gegründete „Salzburger Gruppe“ verschrieb sich vorsichtig der modernen Kunst, blieb aber in der Ablehnung des Gegenständlichen stecken. Die Vereinigung der „Salzburger Naiven“ blieb eine kurzfristige Erscheinung, die nicht an das Format eines Henri Rousseau heranreichte.

Während der Zeit des Nationalsozialismus wurde auch der Salzburger Kunstverein aufgelöst und unter der Bezeichnung „Genossenschaft bildender Künstler Salzburgs“ der Reichskulturkammer einverleibt. Die Landesleiter der Reichskammer für bildende Künste in Salzburg waren Richard Spitz (bis 1942) und Viktor Kuschel (bis 1945), die sich im Künstlerhaus einquartiert hatten.
Bereits am 23. August 1945 trat der provisorische Ausschuss des späteren Kunstvereins im Künstlerhaus zusammen und beriet über die Neugründung des Kunstvereins. Obwohl bereits einige Ausstellungen im Künstlerhaus durchgeführt worden waren, kam es erst am 30. August 1947 zur Wiedergründung des Salzburger Kunstvereins; Rigobert Funke-Elbstadt, der Leiter des Städtischen Museums Carolino Augusteum, wurde dabei zum Präsidenten gewählt.
Bemerkenswert sind die Versuche des Kunstvereins, in der Innenstadt Salzburgs Fuß zu fassen. So wurde in der Residenz ein Ausstellungsraum gefunden, auch konnten dort die Künstler Toni Schneider-Manzell, Poldi Wojtek und Karl Schatzer eigene Werkstätten einrichten. Dort fanden auch die Graphische Versuchswerkstätte,  die Gesellschaft für moderne Kunst (MOKU) und die Galerie Kunst der Gegenwart eine Unterkunft. Somit verlagerte sich ein wesentlicher Teil der Aktivitäten des Kunstvereins vom Künstlerhaus in die Residenz. Dort fanden auch die erfolgreichsten Veranstaltungen des Kunstvereins statt.

## Heutige Konzeption
Die Basis für das heutige Konzept des Vereins bilden nach wie vor die Gründungsintentionen. Der Verein dient als Forum für zeitgenössische Kunst internationaler und österreichischer Künstler. Mit den Räumlichkeiten des Künstlerhauses ist ein Kulturzentrum entstanden, das sich durch interdisziplinäre Veranstaltungen wie Lesungen, Musikaufführungen und szenische Interpretation von Installationen auszeichnet. Seit Juli 2023 ist Mirela Baciak Direktorin des Salzburger Kunstvereins. 
Die Ausstellungen des Vereins widmen sich allen Formen der zeitgenössischen Kunst, der Schwerpunkt liegt jedoch auf den neuen Medien, Film- und Video-Installationen, Konzeptkunst und Fotografie. Auch bei der Präsentation von traditionellen Kunstformen wie Skulptur und Malerei steht der innovative Gedanke im Zentrum. Auf dieser Grundlage entstehen neben Einzelausstellungen auch themenspezifische und multidisziplinäre Ausstellungen, die sich auf aktuelle Themen beziehen. Speziell für seine Mitglieder eröffnet der Verein jährlich eine Jahresausstellung. Ausschließlich Mitglieder können sich mit ihren Werken für die Teilnahme bewerben.
Das Konzept eines Zentrums für zeitgenössische Kunst spiegelt sich auch in dem Artist-in-Residency-Programm wider, das der Salzburger Kunstverein seit 2015 anbietet. In Kooperation mit dem Bundeskanzleramt Österreich, dem Land Salzburg und der Stadt Salzburg werden regelmäßig Ateliers des Künstlerhauses an internationale sowie nationale Künstler vergeben. Für Zeiträume zwischen einem und drei Monaten werden die Ateliers den Künstlern für die Erarbeitung neuer Kunstprojekte zur Verfügung gestellt.
2008 wurde der Kunstverein aber „für seine hervorragende Ausstellungspraxis und Vermittlungstätigkeit“  mit dem ADKV-ART COLOGNE Preis ausgezeichnet (zusammen mit dem Westfälischen Kunstverein Münster).
Für die Kunstvermittlung wurde 2001 der Verein ARTgenossen – Verein für Kulturvermittlung gegründet, der die Jugend- und Erwachsenenbildung betreibt.

## Veranstaltungen (Auswahl)
Ausstellungen und Veranstaltungen seit 1998 (unter jährlich wechselnden Schwerpunktthemen).
- 1998 Architektur, Stadtplanung und Urbanismus
- 1999 Lebensbedingungen
- 2000 inner space / outer space
- 2001 Kollaborationen
- 2002 Narrationen
- 2003 Schwerpunkt Osteuropa
- 2004 Anthropologische Aspekte des Alltagslebens
- 2005 Phantastische Bilderwelten
- 2006 Stimmungen
- 2008 Bildpolitiken
- 2009 Performing the East
- 2010 Partizipation
- 2011 Sense and Sensibility
- 2012 Yonamine
- 2013 Cecilia Nygren – My Dreams Are Still About Flying
- 2014 Punctum – Bemerkungen zur Photographie
- 2015 Invisible Violence
- 2016 Hans Schabus. The Long Road from Tall Trees to Tall Houses
- 2016 Stan Douglas. The Secret Agent
- 2017 Geoffrey Farmer & Gareth Moore. A Dark Switch Yawning, Neptune Skeletons Thronging, Black Bucket Prolonging, World Turtle Longing, Sink Plug Wronging
- 2018 The People's Cinema
- 2019 Omer Fast. Der Oylem iz a Goylem
- 2020 Megan Rooney. Green, I Want You Green

Weiteres:
- Offene Bibliothek von Clegg & Guttmann: Im Garten des Künstlerhauses steht ein öffentlicher Bücherschrank. Die Regale sind aus ehemaligen Müllcontainern gefertigt.

## Partnerschaften
Der Salzburger Kunstverein ist Mitglied im Dachverband Salzburger Kulturstätten.

## Preise und Auszeichnungen
- 2008 ADKV-ART COLOGNE Preis für Kunstvereine[8]
- 2015 Salzburger Kulturplakatpreis für das Ausstellungsplakat Invisible Violence[9]

## Publikationen (Auswahl)
- Praxis der Liebe. 2013, ISBN 978-3-901264-55-9.
- Punctum. 2014, ISBN 978-3-901264-60-3.
- The People's Cinema. 2016, ISBN 978-3-901264-65-8.
- A Painter's Doubt. 2017, ISBN 978-3-901264-67-2.
- Gernot Wieland. 2020, ISBN 978-0-9926891-7-9.
- … Line as Thought, Lines as Universe … 2021, ISBN 978-3-901264-73-3.